# Franjo Vladić
Franjo Vladić (Mostar, 19. listopada 1950. – Mostar, 18. lipnja 2024.) bio je nogometaš. Igrao je na mjestu napadača. 

## Klupska karijera
Ponikao je u mostarskome Veležu, u kojemu je neko vrijeme igrao i za omladinsku i za prvu momčad. Nakon 13 sezona prešao u atenski AEK, za koji je igrao 3 godine, a potom se vratio u Velež. Ukupno odigrao je više od 700 utakmica i postigao 300 pogodaka. Nosio je igru mostarskoga prvoligaša. Inteligentan, profinjen tehničar, majstor duga pasa i driblinga. Bio je mozak momčadi i začetnik svih akcija, često su ga zvali »poslovođa«. Član čuvenoga mostarskog BMV-a, trija Bajević – Marić – Vladić. 

## Reprezentativna karijera
Za jugoslavensku nogometnu reprezentaciju igrao je u svim dobnim kategorijama: u mladoj 18 puta, olimpijskoj (12) i A reprezentaciji (24), za koju je postigao i 3 pogotka. Za najbolju vrstu prvi put nastupio 1972. u Londonu protiv Engleske (1:1, strijelac), a posljednji put 1977. godine u Leónu protiv Meksika (1:5).